# コマルカ・ダ・マリーニャ・セントラル
コマルカ・ダ・マリーニャ・セントラル（Comarca da Mariña Central）はガリシア州ルーゴ県のコマルカで、同県の北部に位置する。
アルフォス、ブレーラ、フォス、ロウレンサー、モンドニェード、オ・バラドウロの6自治体によって構成される。行政的にはマリーニャ・デ・ルーゴ（ルーゴ県のマリーニャ地方）の地区のひとつである。
隣接するコマルカは、東がコマルカ・ダ・マリーニャ・オリエンタルとコマルカ・デ・メイラ、南から西にかけてがコマルカ・ダ・テーラ・チャ、西から北がコマルカ・ダ・マリーニャ・オクシデンタル、北がカンタブリア海に面している。
面積は500.9km²で、2010年の人口は30,701人（2009年：30,717人、2007年：30,421人）。コマルカの中心自治体は複数あり、伝統的な（人口的にはフォス、ブレーラに次ぐ3番目の規模である）モンドニェードと、フォス、ブレーラである。カスティーリャ語による表記はComarca de la Mariña Central。

## 地理
| コマルカ・ダ・マリーニャ・セントラルの構成自治体（2010年） |            |             |                    |
| 自治体                                                     | 人口（人） | 面積（km²） | 人口密度（人/km²） |
| アルフォス                                                 | 2,078      | 77.5        | 26.8               |
| ブレーラ                                                   | 9,536      | 7.3         | 1,368.5            |
| フォス                                                     | 9,990      | 100.3       | 25.0               |
| ロウレンサー                                               | 2,506      | 62.6        | 70.4               |
| モンドニェード                                             | 4,406      | 142.7       | 15.3               |
| オ・バラドウロ                                             | 2,185      | 110.5       | 86.3               |
| 計                                                         | 30,701     | 500.9       | 61.3               |
| 出典: INE（スペイン国立統計局）、IGE（ガリシア統計局）     |            |             |                    |